# Andrea Locatelli (pintor)

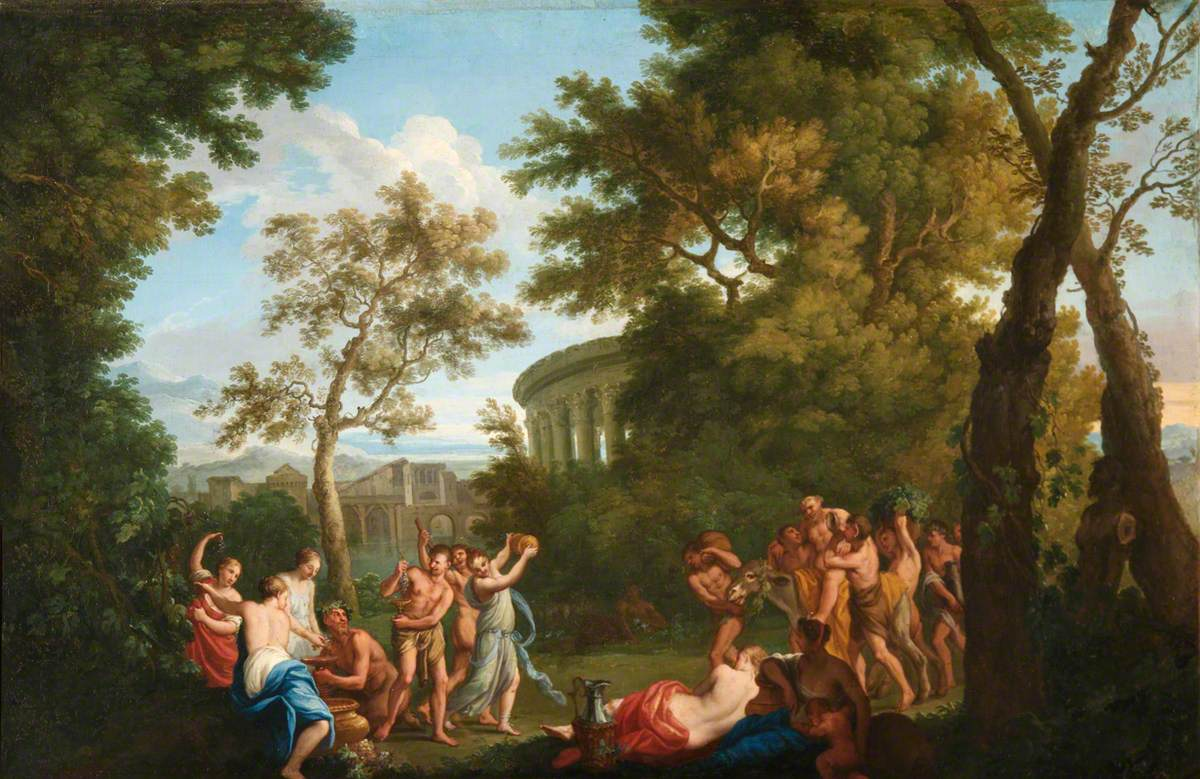
Bacanal con Sileno ebrio montado sobre un asno; óleo sobre lienzo, 67,5 x 110,5 cm, Londres, National Trust, Osterley Park

Andrea Locatelli o Lucatelli (Roma, 1695-Roma, 1741) fue un pintor barroco italiano especializado en la pintura de paisajes idealizados de la campiña romana.

## Biografía

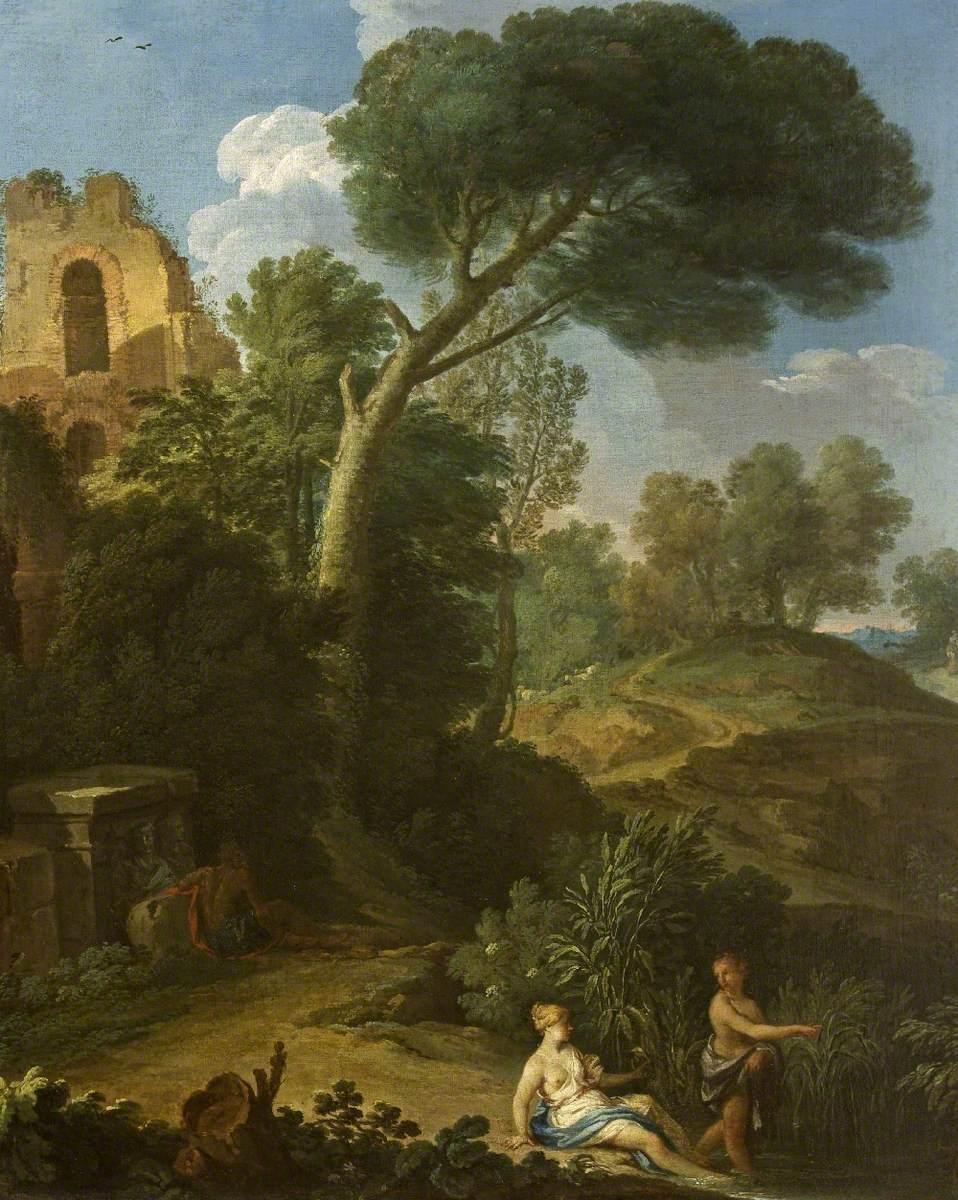
Paisaje con ruinas dos figuras en un camino, óleo sobre lienzo, 72,4 x 59,4 cm, National Trust, Stourhead

Hijo de Giovanni Francesco Lucatelli, pintor del que nada se conoce actualmente, nació el 19 de diciembre de 1695 en Roma. Formado artísticamente en primer lugar con Monsù Alto, modesto pintor de marinas en cuyo taller entró con apenas doce años, y a continuación con Biagio Puccini, a quien se unió para el estudio de las figuras, recibió la influencia de la tradición clásica seicentista representada por Salvatore Rosa, con su interés por las ruinas, y por Claudio de Lorena y Gaspard Dughet, dando protagonismo a las masas arbóreas y adaptando sus enseñanzas a la nueva sensibilidad a fin de conjugar naturaleza y racionalidad. Aunque, como en el caso de otros pintores de paisajes, se ha apuntado la participación en ellos de otros artistas como Pompeo Batoni y Pierre Subleyras, que le habrían añadido las figuras, la precoz fama de Locatelli arrancó en 1715 pintando precisamente figuras en una sala del Palacio Ruspoli, dentro de un ciclo de decoraciones todas ellas perdidas con motivos marinos y paisajísticos, sabiéndose por la documentación que le fueron muy bien pagadas. 
Esos trabajos en el palacio Ruspoli le abrieron, además, las puertas de otros palacios romanos. El mismo año y presumiblemente por mediación del cardenal Pietro Ottoboni, en cuya colección figuraron varios paisajes de Locatelli, pintó en el palacio de la Cancillería la sala ocupada por el padre del cardenal. Otros paisajes pintó para la familia Corsini en el palacio Riario y para los Colonna en el palacio Sciarra. Debió de ser en el tiempo que trabajó en la Cancillería cuando entró en contacto con el arquitecto Filippo Juvarra, que años después se lo recomendó al rey de España, Felipe V, para el que pintó dos sobrepuertas con Jesús en el desierto y Jesús y la samaritana entregadas en 1736 con destino al dormitorio real en el palacio de La Granja. No serían, además, las únicas pinturas de Locatelli en la colección real española, pues cinco paisajes con figuras inventariados a su nombre, uno de ellos de costa, fueron recuperados del equipaje de José Bonaparte capturado en Vitoria y regalados al duque de Wellington, pasando a integrar su colección de Apsley House.
Murió de tuberculosis el 19 de febrero de 1741, en plena actividad, con una producción muy abundante y pobre según un contemporáneo, dejando mujer y muchos hijos: siete bautizados aunque alguno debió de morir prematuramente.